# Condado metropolitano

Localización de los seis condados metropolitanos en Inglaterra.

Los condados metropolitanos son un tipo de división administrativa a nivel de condado usada en Inglaterra. Hay seis condados metropolitanos —Gran Mánchester, Merseyside, Midlands Occidentales, Tyne y Wear, Yorkshire del Oeste y Yorkshire del Sur— que comprenden cada uno grandes áreas urbanas, por lo general con poblaciones entre 1,2 y 2,8 millones. Fueron creados por la Ley de Gobierno Local de 1972, que entró en vigor el 1 de abril de 1974, y cada uno se dividió en varios distritos metropolitanos con el estatus de municipio.
Los consejos condales metropolitanos (metropolitan county councils) fueron abolidos por la Ley de Gobierno Local de 1985, que entró en vigor el 1 de abril de 1986, siendo la mayoría de sus funciones delegadas en los distritos (boroughs) individuales, haciendo de ellos de facto autoridades unitarias. El resto de funciones fueron asumidas por juntas mixtas.
Los condados metropolitanos tienen densidades de población de entre 800 hab./km² (South Yorkshire) y 2800 hab./km² (Midlands Occidentales). Los distritos metropolitanos Individuales van desde las 4.000 hab./km² en Liverpool a solamente 500 hab./km² en Doncaster. Hoy en día, los residentes en los condados metropolitanos representan alrededor del 22% de la población de Inglaterra, o el 18% del Reino Unido.

## Condados y distritos
Los seis condados metropolitanos y sus distritos metropolitanos son:
| Condado metropolitano                 | Municipio metropolitano (burough)                                                                          |
| ------------------------------------- | --- |
| Gran Mánchester (Greater Manchester)  | City of Manchester, City of Salford, Bolton, Bury, Oldham, Rochdale, Stockport, Tameside, Trafford y Wigan |
| Merseyside                            | City of Liverpool, Knowsley, St Helens, Sefton y Wirral                                                    |
| Yorkshire del Sur (South Yorkshire)   | City of Sheffield, Barnsley, Doncaster y Rotherham                                                         |
| Tyne and Wear                         | City of Newcastle upon Tyne, City of Sunderland, Gateshead, North Tyneside y South Tyneside                |
| Midlands Occidentales (West Midlands) | City of Birmingham, City of Coventry, City of Wolverhampton, Dudley, Sandwell, Solihull y Walsall          |
| Yorkshire del Oeste (West Yorkshire)  | City of Leeds, City of Bradford, Ciudad de Wakefield, Calderdale y Kirklees                                |

La estructura del  Gran Londres (Greater London) es similar a la de los condados metropolitanos, pero no es tal. Fue creada a principios de 1965, por la Ley de Gobierno de Londres 1963 (London Government Act 1963).

### Situación actual
Los condados metropolitanos se conocen a veces como "antiguos condados metropolitanos" ("former metropolitan counties"), aunque esta descripción no es del todo correcta. Las consejos condales fueron abolidos, pero bajo la Ley de Gobierno Local de 1972, los propios condados siguen existiendo, aunque ya no existen en la norma ISO 3166-2:GB como subdivisiones administrativas existentes.
En virtud de la Ley de Lugartenencias 1997 (Lieutenancies Act 1997) permanecen como condados ceremoniales (ceremonial counties) (también llamado a veces «condados geográficos», 'geographic counties'), que tienen nombrado un Lord-Lieutenant. También se utilizan en ciertas estadísticas del gobierno, a pesar de que ya no aparecen en los mapas de Ordnance Survey, que muestran los boroughs metropolitanos individuales.